# 池袋駅構内大学生殺人事件
池袋駅構内大学生殺人事件（いけぶくろえきこうないだいがくせいさつじんじけん）とは、1996年（平成8年）4月11日午後11時30分頃に東京都豊島区の東日本旅客鉄道（JR東日本）池袋駅構内で発生した殴打による未解決殺人事件。事件現場となった駅名から、単に「池袋駅事件」とも呼ばれるが、警視庁による正式名称は、「JR池袋駅山手線ホーム上立教大生殺人事件」であった。
事件は大勢に目撃されており、現場となった池袋駅には目撃者の証言などを基に作成された容疑者とみられる似顔絵が貼られていた。
本項では、当事件の遺族が結成した犯罪被害者家族の会（ポエナ）についても扱う。

## 事件の概要
1996年（平成8年）4月11日午後11時30分頃、池袋駅の山手線外回り7・8番線ホームで当時立教大学の学生であった男性（当時21歳）が会社員風の男に絡まれ、顎を殴られ転倒した際に後頭部を強打し、5日後に入院先の病院で死亡、のちに病院側の処置に落ち度があったとして損害賠償請求訴訟を起こし、病院側が約6500万円を支払うことで和解した。男は事件直後、男性を介抱する別の乗客の背後に無言で立っていたが、現場に留まるよう求めた別の乗客を恫喝すると、23時37分発の山手線で日暮里駅方面に向かったという。男は同駅までの乗車は目撃されているがそのまま降車したのかも含めて後の足取りは不明となっている。
目撃者の証言によると、犯人は7・8番線ホームに上がる4番階段の下で、被害者男性に何らかの因縁をつけていたという。被害者男性はいったんホームへ上がっていったが、男につきまとわれ、再び階段を降りようとした。しかし男に捕まってしまい、人混みのホームで口論となり、胸ぐらを掴まれる。二人の後方にいた何者かが「喧嘩はやめたら」と言い、男性が振り返ったところで突然男が胸ぐらを掴んだ手を離し、平手で殴りかかったという。
当初は傷害致死事件として扱われていたが、2002年7月に被害者の父親が3万5000人分の署名と公訴時効延長を求める嘆願書を法務省に提出した。その結果、傷害致死罪の公訴時効（当時7年）成立直前の2003年3月に容疑が殺人罪（当時15年）に切り替えられた。
2010年4月に殺人罪の時効が撤廃されると同時に警察庁の捜査特別報奨金制度対象事件となったが、遺族の希望で2012年度より指定を辞退。
遺族の両親が捜査打ち切りを求めており、警視庁は2020年12月11日に殺人容疑について被疑者不詳のまま書類送検した。一方で警視庁は引き続き事件の情報提供を呼び掛け、被疑者が特定されれば逮捕する方針。

## 犯人の特徴と似顔絵の作成
事件は池袋駅の山手線ホーム上で起きたこともあって近くで数十人に目撃されている。目撃者の証言により分かっている犯人の特徴は以下の通りである。またこれらの情報などを基に犯人の似顔絵が作成され、現場となった池袋駅などにも貼られている。
- 24歳～38歳、身長は170～180cmでがっしりとした体格。
- 右の目尻に3つの古傷があり、目つきは据わっている。また、二重あごである。
- 黒っぽいグレーのスーツを着たサラリーマン風。

### 似顔絵とよく似た男の目撃
事件から2ヶ月後、被害者男性の父親は北千住駅で似顔絵によく似た男を目撃した。その男は駅前のパチンコ店に入って行った。父親が男の隣に座ると、右目尻に古傷があるのが見えたという。午後10時頃、店を出た男を父親が尾行。男は常磐線の改札口に入ったが、電車に乗る前に公衆電話で「馬鹿野郎！知るかよ！」と怒鳴っていた。男と父親は快速に乗り、千葉県の柏駅で降りた。男はそごう寄りの改札口から外に出ると、売店でビールを買ってそこで飲んでいた。そして再び定期券で改札口に入り、我孫子方面のホームに下ったところで、電車の乗客が大勢降りてきたために男を見失っている。柏駅は男が最後に目撃された日暮里駅から常磐線（快速）で5駅目である。

## 犯罪被害者家族の会（ポエナ）
この事件の遺族である被害者の父親は、事件発生から10年となる2006年、他の犯罪被害者の遺族らに参加を呼び掛け、「犯罪被害者家族の会 Poena（ポエナ）」（英語表記：Association of Crime Victim's Families Poena）を発足させた。“ Poena”とは刑罰（罰を与える女神）を意味するラテン語である。
殺人事件など凶悪事件の時効の延長を求める活動（アメリカでは第一級殺人罪に公訴時効はない）や、犯人の情報提供を求めることなどが主な活動内容となっている。
2010年4月27日、殺人罪・強盗殺人罪の公訴時効廃止などが盛り込まれた刑事訴訟法並びに刑法の改正案が成立し、即日施行された。この法改正は施行時に公訴時効を迎えていない過去の未解決事件にも適用されることとなったが、同会は他の犯罪被害者遺族団体である全国犯罪被害者の会（あすの会）や殺人事件被害者遺族の会（宙の会）の主張とは異なり、既に時効が進行中の事件に対する時効の延長・廃止の適用が近代刑法の原則である法の不遡及に反する可能性があることから、公訴時効の廃止を要望していたものの遡及適用については一貫して反対している。
この事件の遺族である父親は、2012年度の捜査特別報奨金制度における当事件の指定を辞退している。さらに、2012年4月16日には警察庁を訪れて捜査の終結を要望している。理由について父親は、上述の法の不遡及の問題から「後から法律を変えてよいことになれば、法を守る意識も薄れてしまう。被害者感情が法を歪めてしまうことへの疑問もある」と述べている。